# 小行星5103
小行星5103（5103 Diviš）是一颗绕太阳运转的小行星，为主小行星带小行星。该小行星于1986年9月4日发现。

## 轨道参数
小行星5103的轨道半长轴为2.7484735 UA，离心率为0.016。